# Kuhlhasseltia nakaiana
Kuhlhasseltia nakaiana là một loài thực vật có hoa trong họ Lan. Loài này được (F.Maek.) Ormerod mô tả khoa học đầu tiên năm 2002.